# Brongniartia hidalgensis
Brongniartia hidalgensis là một loài thực vật có hoa trong họ Đậu. Loài này được Taub. miêu tả khoa học đầu tiên năm 1895.